# 李譲夷
李 譲夷（り じょうい、生年不詳 - 847年）は、唐代の官僚・政治家。字は達心。本貫は趙州賛皇県。

## 経歴
元和14年（819年）、進士に及第し、節度使の属官を初任とした。大和2年（828年）、長安に入朝し、右拾遺となった。翰林学士をつとめ、左補闕に転じた。大和3年（829年）、職方員外郎・左司郎中を歴任した。大和9年（835年）、諫議大夫に任じられた。
開成元年（836年）、譲夷は諫議大夫のまま知起居舎人事を兼ねた。開成2年（837年）、中書舎人に任じられた。
李徳裕が政権を握ると、譲夷は抜擢されて工部侍郎・戸部侍郎を歴任した。尚書右丞となり、御史中丞を兼ねた。会昌2年（842年）、中書侍郎に任じられ、同中書門下平章事（宰相）となった。会昌4年（844年）、検校尚書右僕射となり、中書侍郎を兼ねた。会昌6年（846年）4月、司空となり、門下侍郎を兼ねた。7月、検校司空・同平章事・淮南節度使となった。大中元年（847年）、病のため長安に帰りたいと願い出て、道中に死去した。司徒の位を追贈された。

## 家族
- 曾祖父：李練
- 祖父：李悦（密州録事参軍）
- 父：李応規（衛尉寺少卿）
- 妹：李勝才
- 子：李格（秘書省秘書郎）
- 孫：李凝

## 伝記資料
- 『旧唐書』巻176 列伝第126
- 『新唐書』巻181 列伝第106